# Cotoletta
La cotoletta (italià, de costoletta = «petita costella») és una costella de vedella arrebossada. També es pot referir a la cotoletta a la milanesa, perquè és habitual en la cuina de Milà.
La preparació és molt similar al Wiener Schnitzel i correspon a un preparat que pot veure's en diversos països europeus propers a l'Imperi Austrohongarès. Acostuma a servir-se acompanyat del risotto alla milanese – les seves variants poden trobar-se a Alemanya, Àustria, República Txeca. És molt freqüent aquest tipus de filet arrebossat en molts restaurants italians.

## Història
La primera referència documentada d'aquest filet a Milà data de l'any 1134. Al segle xix Milà va formar part de l'Imperi Austrohongarès. Aquesta situació va fer que un cuiner italià es dirigís a Àustria, allà a la Cort va oferir aquest plat per primera vegada.